# 미라벨궁

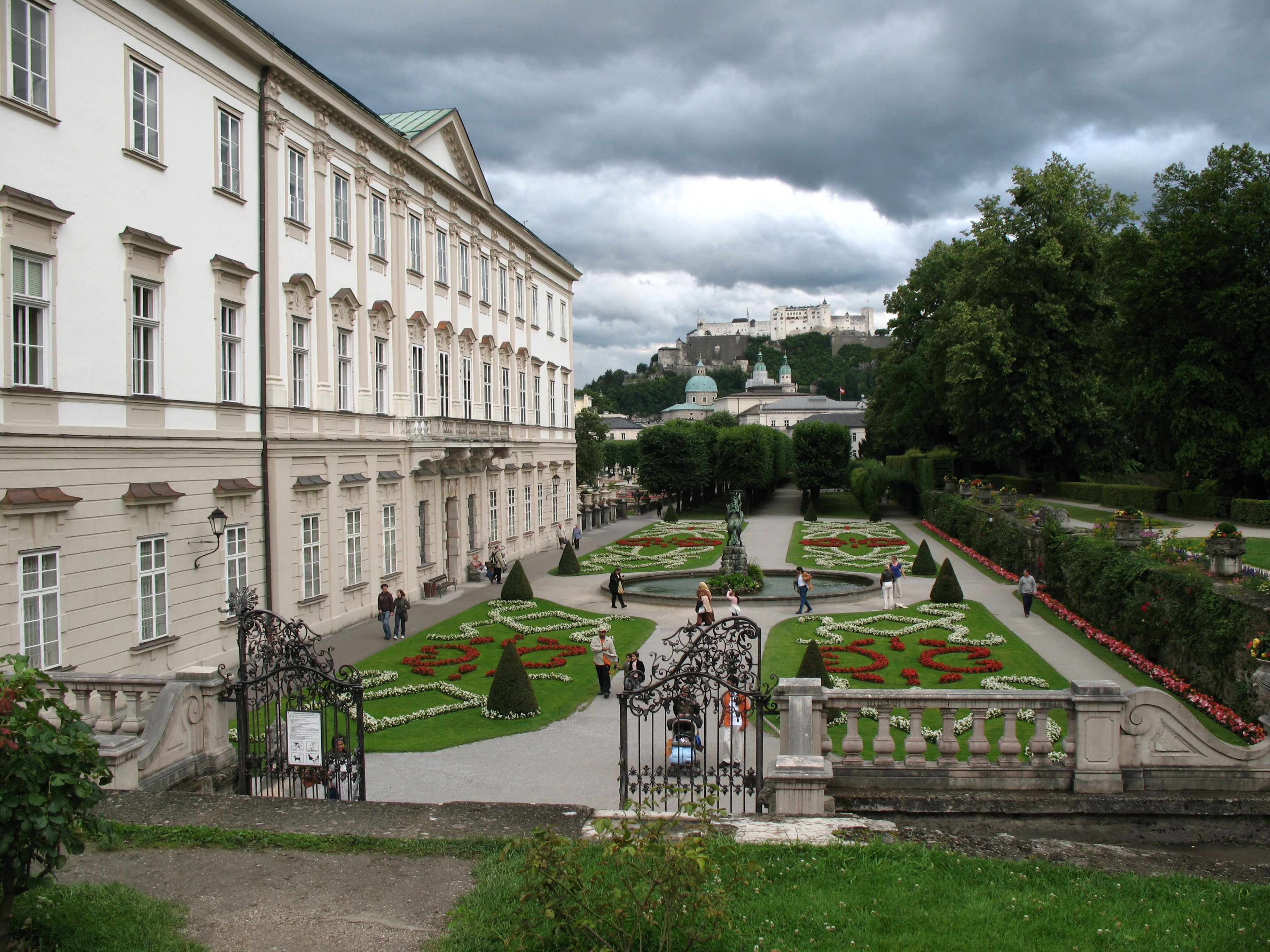
미라벨 궁전

미라벨 궁전(독일어: Schloss Mirabell)은 오스트리아 잘츠부르크에 위치한 궁전으로, 1606년 볼프 디트리히 폰 라이테나우에 의해 지어졌다. 궁전 앞에는 정원이 있는데, 이 정원은 영화 《사운드 오브 뮤직》에서 〈Do-Re-Mi〉를 부를 때 배경으로 등장한 곳이다.